# Aleksander Dętkoś
Aleksander Dętkoś (ur. 1939 w Gorlicach) – polski rzeźbiarz.

## Życiorys
Absolwent Państwowego Liceum Technik Plastycznych w Zakopanem (1955–1960) oraz Państwowej Wyższej Szkoły Sztuk Plastycznych w Gdańsku, Wydział Rzeźby i Ceramiki w pracowni Stanisława Horno-Popławskiego (1960–1966). W tym samym czasie ukończył także studium pedagogiczne. W latach 1966–1969 pracował jako plastyk-pedagog w szkolnictwie specjalnym na Wybrzeżu.
Laureat licznych nagród i wyróżnień w konkursach rzeźbiarskich. Jego nazwisko znajduje się w angielskiej edycji biografii artystów współczesnych, wydanej w Lozannie pt. Kto jest kim.
Odznaczony Brązowym Medalem „Zasłużony Kulturze Gloria Artis” (2011).
Od 1999 należy do Accademia Internazionale – Greci Marino – Italia, z tytułem członka Akademii Sztuki. Od lat 70. mieszka w Bydgoszczy w dzielnicy Miedzyń.

## Wystawy indywidualne
- 1978 – wystawa rzeźby, Włocławek, Ciechocinek
- 1979 – wystawa rzeźby, Bydgoszcz, Tuchola
- 1990 – wystawa rzeźby, BWA Bydgoszcz
- 1990 – „Kunst aus Osteuropa”, Essen, Niemcy
- 1991 – wystawa rzeźby, Grudziądz, galeria „Probot”
- 1994 – wystawa rzeźby, Zakopane, BWA
- 1995 – wystawa rzeźby, Galerie Edition A. F., Solingen, Niemcy
- 1995 – wystawa rzeźby, Dom Duński, Bydgoszcz
- 1998 – „Reminiscencje portretu”, WSP, Bydgoszcz
- 1999 – wystawa rzeźby, Hotel City, Bydgoszcz
- 1999 – wystawa rzeźby, Hobro, Dania
- 2000 – wystawa rzeźby, Kopenhaga, Dania
- 2000 – wystawa rzeźby, galeria „Non-fere”, Bydgoszcz

## Ważniejsze wystawy zbiorowe
- 1969 – „Rzeźba młodych”, Kraków
- 1970 – wystawa plastyki województwa bydgoskiego, BWA, Bydgoszcz
- 1971 – wystawa rzeźby, Zachęta, Warszawa
- 1972 – pokonkursowa wystawa o tematyce „Kopernik”, BWA, Bydgoszcz
- 1973 – wystawa prac członków Okręgu Bydgoskiego, ZPAP, Gdańsk
- 1974 – wystawa rzeźby, Sopot
- 1975 – wystawa pokonkursowa „Człowiek”, Warszawa
- 1976 – „Osiągnięcia kultury polskiej”, Moskwa, Berlin
- 1977 – VI Międzynarodowe Biennale Sztuki, Madryt, Hiszpania
- 1979 – VII Międzynarodowe Biennale Sztuki, Madryt, Hiszpania
- 1979 – „Tendencje i osobowości”, Warszawa
- 1979 – Biennale Małych Form Rzeźbiarskich, BWA, Poznań
- 1981 – wystawa prac członków Okręgu Bydgoskiego, ZPAP, Bydgoszcz
- 1982 – wystawa rzeźby polskiej, Düsseldorf, Niemcy
- 1983 – Biennale Rzeźby z Poznania, Hannover, Niemcy
- 1984 – wystawa z okazji otwarcia galerii Związku Artystów Rzeźbiarzy, Warszawa
- 1985 – Bydgoskie Targi Sztuki, BWA, Bydgoszcz
- 1986 – IX Międzynarodowe Biennale Rzeźby o Tematyce Sportowej, Barcelona, Hiszpania
- 1987 – Biennale Rzeźby Sakralnej, Kraków, Katowice
- 1988 – Międzynarodowy Konkurs na Rzeźbę „Dante”, Rawenna, Włochy
- 1989 – ogólnopolska wystawa rzeźby „1979–1989”, Warszawa
- 1990 – Międzynarodowy Konkurs Sztuki, Nowy Jork, USA
- 1991 – wystawa artystów gdańskich, Oslo, Düsseldorf, Kilonia
- 1993 – „Zimowy Salon Rzeźby'93”, Warszawa
- 1995 – wystawa artystów z Bydgoszczy, Galeria T.T., Norymberga, Niemcy
- 1997 – „Dante w sztuce polskiej”, Instytut Polski, Rzym
- 1998 – Międzynarodowe Biennale Rzeźby, Rawenna, Włochy
- 2000 – „Ochrona Środowiska naturalnego”, ZAR, Szczecin

## Nagrody (wybór)
- 1972 – II i III nagroda w konkursie na rzeźbę o tematyce „Kopernik”
- 1973 – I nagroda w konkursie „Kopernik i jego myśl”
- 1975 – II nagroda za rzeźbę w konkursie „Człowiek, Warszawa
- 1976 – I nagroda za rzeźbę i realizacja w konkursie rzeźbiarskim „Bydgoszcz '75”
- 1980 – II nagroda w konkursie na rzeźbę „Bydgoszcz moje miasto”
- 1981 – Medal na III Biennale Małych Form Rzeźbiarskich, Poznań
- 1983 – Medal na Biennale Rzeźby
- 1984 – I nagroda w ogólnopolskim „Konkursie olimpijskim”
- 1988 – Złoty Medal w międzynarodowym konkursie na rzeźbę „Dante”
- 1992 – Grand Prix na I Biennale Plastyki Bydgoskiej
- 1993 – Brązowy medal na IX biennale Małych Form
- 2001 – Nagroda Artystyczna Prezydenta Miasta Bydgoszczy
- 2002 – Srebrny Medal na ogólnopolskiej wystawie „Salon Zimowy”